# Platystoma hendeli
Platystoma hendeli is een vliegensoort uit de familie van de Platystomatidae. De wetenschappelijke naam van de soort is voor het eerst geldig gepubliceerd in 1941 door Lindner.